# Roser Batlle
Roser Batlle Suñer (Barcelona, 13 de abril de 1954) es una pedagoga española, impulsora del aprendizaje-servicio en España.

## Biografía
Licenciada en Pedagogía en 1976 por la Universidad de Barcelona, en las especialidades de Pedagogía Terapéutica y Organización Escolar, en su trayectoria ha ejercido, entre otros, como educadora en el tiempo libre, maestra de Educación Especial y técnica en el Ayuntamiento de Hospitalet de Llobregat.

## Trayectoria profesional
Forma parte de la Red Española de Aprendizaje-Servicio (de la que fue fundadora), del Centro Promotor de Aprendizaje Servicio de Cataluña y de la Fundación Zerbikas del País Vasco. Fue profesora colaboradora en ESADE, Universidad Ramon Llull. A nivel internacional, colabora con la Fundación SES de Argentina y con la Cátedra Medellín-Barcelona y forma parte de la Red Iberoamericana de Aprendizaje-Servicio. Es emprendedora social de Ashoka desde 2008 y colabora con la consultoría social Inpacte.
Trabaja a favor de la difusión del aprendizaje-servicio en colaboración con gobiernos autonómicos y locales, como el Ayuntamiento de Hospitalet de Llobregat, la consejería de educación del Gobierno de Asturias o la red de ayuntamientos aprendizaje-servicio.
Es autora o coautora de diversas publicaciones, entre ellas, Aprendizaje-Servicio (ApS). Educación y compromiso cívico (2009) y Aprendizaje-Servicio en España. El contagio de una revolución pedagógica necesaria (2013).

## Premios y reconocimientos
- Premio Emprendedora Social de Ashoka para desarrollar el proyecto de promoción y difusión del aprendizaje-servicio en España 2008.
- Premio Serra i Moret del Departamento de Bienestar Social de la Generalidad de Cataluña 1994. Programa pedagógico T’estimo.
- Premio Ramon de Teserach de la Academia de Ciències Mèdiques de Catalunya i Balears 1995. Programa pedagógico Viure per dins i per fora.
- Premio Serra i Moret del Departamento de Bienestar Social de la Generalidad de Cataluña 1996. Programa pedagógico Explorar Catalunya.
- Premio Municipi i Educació, de la Diputació de Barcelona 1996. Programa pedagógico Explorar Catalunya.
- Premio Pau Vila de la Universidad de Barcelona 1996. Programa pedagógico Explorar Catalunya.